# قطب خان قطب الدين
سيدنا قطب خان قطب الدين الشهيد كان الداعي المطلق الثاني والثلاثين من البهرة الداوودية. وقد خلف قاسم خان زين الدين بن فيرخان. وكان من الدعاة المطلقين الإسماعيليين الذين يُقتلون على يد الطائفة السنية، وبطريقة تشبه مقتل الحسين بن علي، ولذلك يُشار إلى مكان دفنه مزار قطبي، باسم جوتي كربلاء (أي "كربلاء الصغرى").:60

## العائلة
كان والده داي سيدنا داود بن قطبشاه السابع والعشرون ، واسم والدته راني آي صاحبة بنت علي بهاي بن جيفا بهاي. كان لديه شقيقان: الداعي التاسع والعشرون عبد الطيب زكي الدين الأول، ميا خان جي؛ وأخت تدعى حبيبة.

## الحياة المبكرة
وُلِد سيدنا قطب الدين في أحمد آباد في عهد الداعي السادس والعشرين داود بن عجب شاه، في ليلة الثلاثين من ذي القعدة عام 985 هـ. وفي شبابه، رافق والده، الداعي السابع والعشرين داود بن قطب شاه، إلى لاهور، إلى بلاط السلطان المغولي جلال الدين أكبر، خلال فتنة سليمان بن الحسن. كان أكبر قد استدعى قطب شاه إلى بلاطه للنظر في نزاع الخلافة الذي أثاره سليمان، لكنه في النهاية أصدر مرسومًا ملكيًا لصالح قطب شاه.

## منصب الداعي المطلق
كان قطب الدين مُقرّبًا من أخيه، الداعي التاسع والعشرون، عبد الطيب زكي الدين الأول. بعد وفاة أخيه، استمر قطب الدين في خدمة الداعي الثلاثين علي شمس الدين الرابع، الذي كان متمركزًا في اليمن. لاحقًا، عيّن الداعي الحادي والثلاثون، قاسم خان زين الدين، قطب الدين نائبًا له، وبعد فترة، نصّ عليه في الخلافة.
أصبح قطب الدين الداعي المطلق عام 1054 هـ (1646 م). وظل في هذا المنصب لمدة عام وثمانية أشهر قبل أن يُقتل بأمر من أورنجزيب، حاكم ولاية كجرات المغولي، بتهمة الهرطقة.

## الوفاة

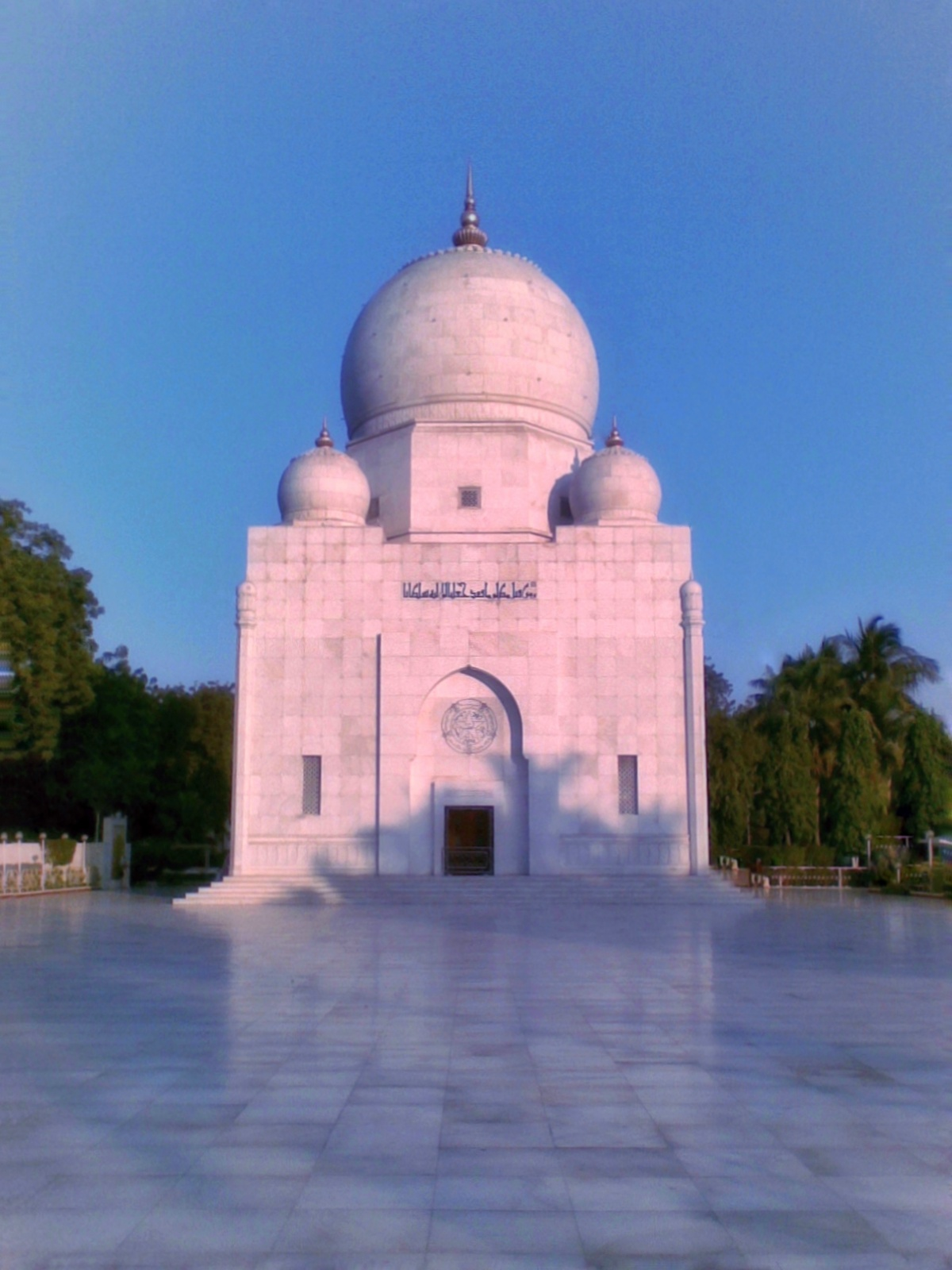
مزار قطبي حيث دُفن قطب الدين

في شهر جمادى الأولى 1056 هـ (1646 م)، قدّم حكام وقضاة المسلمين السنة ادعاءات بالرفض، حيث قالوا أنه يرفض اعتقاداتهم وتفسيرهم للإسلام، وبالتالي فهو يرفض سنة النبي محمد، ويحدث البدع، ويغالي؛ وقد أرادوا شنقه والتمثيل بجثته، وإنهاء الوجود الشيعي، فرفعوا حجتهم إلى عبد القوي (يُدعى عبد الغاوي في بعض المصادر غير العربية)، وهو مسؤول في المحافظة. وفي 28 جمادى الأولى، اُعتقل شاه بك قطب الدين وفير خان شجاع الدين.
في أول 20 يوم من القبض، قضى قطب الدين وشجاع الدين وقتيهما في سجل انفرادي بدون أي وسائل رائحة، وفي هذه الأثناء، أوصى عبد القوي علماءه بمراجعة الكتب التي حُجزت من مكتبة قطب الدين الشخصية، لكنه لم يجد فيها أي شيء كفري أو ردّي. وفي 21 جمادى الآخرة، استُدعي قطب الدين لجلسة استماع أمام أورنجزيب، حيث طلب منه عبد القوي الإقرار بالذنب والتوبة عن ذنوبه مقابل العفو. فقال قطب الدين:
أنا لستُ رافضيًا لسنة النبي، ولا كان أجدادي كذلك. نحن على سنة النبي محمد الحقّة. أشهد أن لا إله إلا الله وأن محمدًا رسول الله. أقرأ القرآن الكريم، وأُصلي، وأُخرج الزكاة، وأصوم شهر رمضان، وأحج إلى بيت الله الحرام. أنا مسلم. كيف تستحلون دمي؟ ودم من قبلي؟

أمر عبد القوي مجموعة من وجهاء المدينة بالتوقيع على اعتراف كاذب ( محضر) تحت الإكراه. قُدِّم الاعتراف كدليل، لكن القاضي طلب شهادة شخصية. في السادس والعشرين من جمادى الآخرة، استدعى عبد القوي طفلين من بيت قطب الدين اعترفا بزعم كاذب أن قطب الدين سيُطلق سراحه. لكن القاضي أصدر حكمًا بالإعدام.
وفي صباح السابع والعشرين من جمادى الآخرة عام 1056 هـ، وافق أورنجزيب على أمر الإعدام. وأمر عبد القوي شاه بيك بتنفيذ عملية التنفيس وقطع الرأس فورًا، ومن ثم إرساله لوجهاء المسلمين السنة كما طلبوا، ليتأكدوا من تنفيذ الحكم، وقطع رأس المفسدين والعصاة والزنادقة.
وبحسب الروايات، تم العثور على جثته بالقرب من الشاطئ، وقد عثر عليها البهرة الداوديون بسبب الرائحة الطيبة المنبعثة منها.

## الخلافة
خلف قطب الدين فيرخان شجاع الدين، إن الداعي المطلق الحالي مفضل سيف الدين من ذريته.

## قراءة إضافية
- دفتري، فرهاد، الإسماعيليون وتاريخهم وعقيدتهم (فصل -الإسماعيلية المستعلية-ص). 300-310)
- ليثان، يونغ، الدين، التعلم والعلم
- باخاراش، جوزيف دبليو ميري، الحضارة الإسلامية في العصور الوسطى
- لقماني، أحمد إسماعيل. ""تاريخ قصير للدعاء الفاطمي""
- سيرة مختصرة لقطب خان الشهيد

| ألقاب شيعيَّة                                                            | ألقاب شيعيَّة                                                                   | ألقاب شيعيَّة            |
| ---------------------------------------------------------------------- | ----------------------------------------------------------------------------- | ---------------------- |
| قطب خان قطب الدين الداعي المطلقولد: 8 شباط 1578 م توفي: 11 تموز 1646 م |                                                                               |                        |
| سبقه قاسم خان زين الدين                                                | الداعي المطلق الثاني والثلاثون (32) للبهرة الداودية 1054–1056 هـ/ 1646–1648 م | تبعه فيرخان شجاع الدين |